# Meer van Wildenstein
Het Meer van Wildenstein of Meer van Kruth-Wildenstein is een stuwmeer in de rivier de Thur die ligt in het departement Haut-Rhin, Elzas, Frankrijk. Het meer ligt in het gebergte de Vogezen. Het grootste deel van het meer ligt in de gemeente Kruth, een klein deel in de gemeente Fellering. Aan de noordkant ligt de plaats Wildenstein en aan het meer ligt Château de Wildenstein, waarnaar het meer is genoemd. De stuwdam is gebouwd in de periode 1959-1963, het meer is ontstaan in 1964.

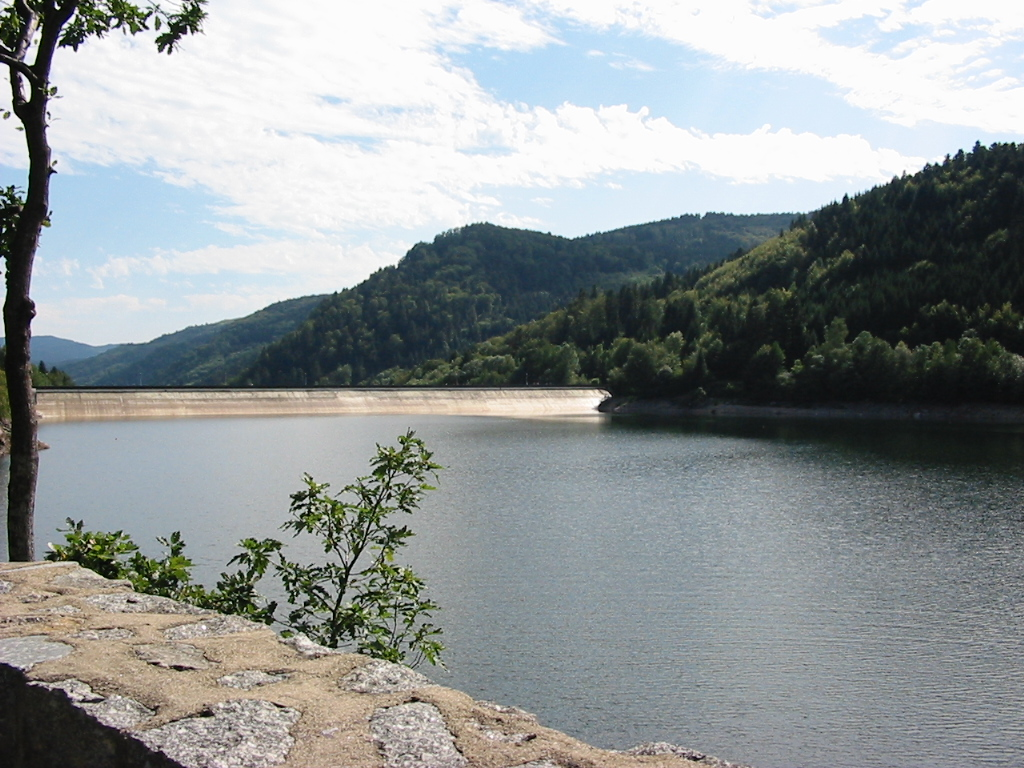
Stuwdam van het meer van Wildenstein